# Honduras en los Juegos Olímpicos de la Juventud 2018
Honduras participó en los Juegos Olímpicos de la Juventud 2018 en Buenos Aires, Argentina, del 6 al 18 de octubre de 2018.

## Participantes
La siguiente es la lista con el número de participantes en los Juegos por deporte/disciplina.
| Deporte    | Masculino | Femenino | Total |
| ---------- | --------- | -------- | ----- |
| Atletismo  | 1         | 0        | 1     |
| Equitación | 1         | 0        | 1     |
| Lucha      | 1         | 0        | 1     |
| Natación   | 0         | 1        | 1     |
| Total      | 3         | 1        | 4     |

## Medallero
| Género        | Medalla de oro | Medalla de plata | Medalla de bronce | Total |
| ------------- | -------------- | ---------------- | ----------------- | ----- |
| TOTAL OFICIAL | 0              | 0                | 1                 | 1     |

### Medallistas
El equipo olímpico de Honduras obtuvo la siguiente medalla:
| Nombre         | Deporte    | Competición         |
| -------------- | ---------- | ------------------- |
| Oro            |            |                     |
| Plata          |            |                     |
| Bronce         |            |                     |
| Pedro Espinosa | Equitación | Saltos Individual M |

## Disciplinas

### Equitación
Honduras clasificó a un atleta con base en el ranking de la Federación Internacional de Deportes Ecuestres FEI.
- Salto ecuestre individual - 1 atleta